# Staatsminister (Belgien)
Der Titel Staatsminister (niederländisch Minister van Staat, französisch Ministre d’État) ist in Belgien ein reiner Ehrentitel ohne jegliche finanzielle Vergütung, der Politikern auf Lebenszeit verliehen wird, die dem Staat besondere Dienste erwiesen haben. Die Ernennung geschieht durch Königlichen Erlass auf Vorschlag der Föderalregierung. Die Staatsminister gehören dem  Kronrat an, einem Beratungsorgan des Königs, das jedoch seit 1960 nicht mehr einberufen wurde.

## Liste der belgischen Staatsminister
| Ernennung          | Name                            | Lebensdaten |
| ------------------ | ------------------------------- | ----------- |
| 12. November 1831  | Félix de Mérode                 | 1791–1857   |
| 12. November 1831  | Barthélémy de Theux de Meylandt | 1794–1874   |
| 12. November 1831  | Felix de Muelenaere             | 1793–1862   |
| 17. September 1832 | Albert Goblet d’Alviella        | 1790–1873   |
| 8. August 1834     | Auguste Duvivier                | 1772–1846   |
| 19. August 1836    | Louis Evain                     | 1775–1852   |
| 19. Juni 1845      | Jean-Baptiste Nothomb           | 1805–1881   |
| 30. Juli 1845      | Edouard d’Huart                 | 1800–1884   |
| 12. August 1845    | Edouard Mercier                 | 1799–1870   |
| 12. August 1847    | Charles Liedts                  | 1802–1878   |
| 12. August 1847    | Henri de Brouckère              | 1801–1891   |
| 6. Juni 1856       | Jules Joseph d’Anethan          | 1803–1888   |
| 6. Juni 1856       | Adolphe Dechamps                | 1807–1875   |
| 6. Juni 1856       | Charles Le Hon                  | 1792–1868   |
| 12. November 1857  | Joseph Lebeau                   | 1794–1865   |
| 12. November 1857  | Noël Delfosse                   | 1801–1858   |
| 3. Juni 1861       | Walthère Frère-Orban            | 1812–1896   |
| 4. November 1861   | Adolphe de Vrière               | 1806–1885   |
| 13. Mai 1863       | Eugène de Ligne                 | 1804–1880   |
| 13. Mai 1863       | Sylvain Van de Weyer            | 1802–1874   |
| 6. Juni 1863       | Constant d'Hoffschmidt          | 1804–1873   |
| 4. Januar 1868     | Charles Rogier                  | 1800–1885   |
| 4. Januar 1868     | Alphonse Vandenpeereboom        | 1812–1884   |
| 24. Juli 1870      | Jules Malou                     | 1810–1886   |
| 7. Juli 1872       | Barthélemy Dumortier            | 1797–1878   |
| 1. Mai 1875        | Charles Vilain XIIII            | 1803–1878   |
| 1. Mai 1875        | Hubert Dolez                    | 1808–1880   |
| 7. Januar 1879     | François d'Elhoungne            | 1815–1892   |
| 7. Januar 1879     | Auguste Orts                    | 1814–1880   |
| 18. Juni 1884      | Eudore Pirmez                   | 1830–1890   |
| 25. Januar 1885    | Auguste Lambermont              | 1819–1905   |
| 20. Mai 1888       | Victor Jacobs                   | 1838–1891   |
| 20. Mai 1888       | Charles Delcour                 | 1811–1889   |
| 9. Juni 1890       | Théophile de Lantsheere         | 1833–1918   |
| 9. Juni 1890       | Charles de Mérode-Westerloo     | 1824–1892   |
| 9. Juni 1890       | Henri t’Kint de Roodenbeke      | 1817–1900   |
| 15. November 1891  | Graf de Jonghe d’Ardoye         |             |
| 15. November 1891  | Jules Guillery                  | 1824–1902   |
| 15. November 1891  | Charles Woeste                  | 1837–1922   |
| 28. März 1894      | August Beernaert                | 1829–1912   |
| 28. März 1894      | Jules Le Jeune                  | 1828–1911   |
| 9. November 1897   | Pierre Tack                     | 1818–1910   |
| 24. Januar 1899    | Paul de Smet de Naeyer          | 1843–1913   |
| 7. Mai 1900        | Joseph Devolder                 | 1842–1919   |
| 7. Mai 1900        | Charles Graux                   | 1837–1910   |
| 7. Mai 1900        | Jules Vandenpeereboom           | 1843–1917   |
| 8. November 1904   | Fulgence Masson                 | 1854–1942   |
| 1. Mai 1907        | Paul de Favereau                | 1856–1922   |
| 1. Mai 1907        | Jules Van den Heuvel            | 1854–1926   |
| 6. Mai 1907        | Frans Schollaert                | 1851–1917   |
| 6. Mai 1907        | Jules Greindl                   | 1835–1917   |
| 6. Mai 1907        | Émile Dupont                    | 1834–1912   |
| 22. Februar 1912   | Julien Liebaert                 | 1848–1930   |
| 23. Februar 1912   | Gérard Cooreman                 | 1852–1926   |
| 23. Februar 1912   | Joris Helleputte                | 1852–1925   |
| 23. Februar 1912   | Xavier Neujean                  | 1840–1914   |
| 23. Februar 1912   | Louis Huysmans                  | 1844–1915   |
| 14. August 1912    | Louis De Sadeleer               | 1852–1924   |
| 14. August 1912    | Paul Janson                     | 1840–1913   |
| 2. August 1914     | Paul Hymans                     | 1865–1941   |
| 4. August 1914     | Emile Vandervelde               | 1866–1938   |
| 26. Juli 1915      | Eugène Beyens                   | 1855–1934   |
| 31. Mai 1918       | Charles de Broqueville          | 1860–1940   |
| 21. November 1918  | Paul Segers                     | 1870–1946   |
| 21. November 1918  | Henri Carton de Wiart           | 1869–1951   |
| 21. November 1918  | Aloys van de Vijvere            | 1871–1961   |
| 21. November 1918  | Ernest Solvay                   | 1838–1922   |
| 21. November 1918  | Michel Levie                    | 1851–1939   |
| 21. November 1918  | Adolphe Max                     | 1869–1939   |
| 21. November 1918  | Emile Francqui                  | 1863–1935   |
| 21. November 1918  | Paul Van Hoegaerden             | 1858–1922   |
| 21. November 1918  | Paul Berryer                    | 1868–1936   |
| 21. November 1918  | Léon Colleaux                   | 1865–1950   |
| 21. November 1918  | Louis Bertrand                  | 1856–1943   |
| 2. Juni 1920       | Jules Renkin                    | 1862–1934   |
| 20. November 1920  | Léon Delacroix                  | 1867–1929   |
| 11. März 1924      | Henri Jaspar                    | 1870–1939   |
| 2. April 1925      | Emile Brunet                    | 1863–1945   |
| 2. April 1925      | Alexandre Braun                 | 1847–1935   |
| 2. April 1925      | Charles Magnette                | 1863–1937   |
| 13. Mai 1925       | Georges Theunis                 | 1873–1966   |
| 13. Mai 1925       | Fulgence Masson                 | 1854–1942   |
| 20. Mai 1926       | Prosper Poullet                 | 1868–1937   |
| 27. September 1926 | Louis Franck                    | 1868–1937   |
| 13. Oktober 1926   | Jean Servais                    | 1856–1946   |
| 8. April 1930      | Emile Tibbaut                   | 1862–1935   |
| 8. April 1930      | Edward Anseele                  | 1856–1938   |
| 8. April 1930      | Albert Devèze                   | 1881–1959   |
| 6. Juni 1931       | Paul-Émile Janson               | 1872–1944   |
| 6. Juni 1931       | Frans Van Cauwelaert            | 1880–1961   |
| 22. Februar 1932   | Maurice Houtart                 | 1866–1939   |
| 23. September 1932 | Jules Poncelet                  | 1869–1952   |
| 23. September 1932 | Xavier Neujean                  | 1865–1940   |
| 31. Juli 1934      | Maurice Auguste Lippens         | 1875–1956   |
| 31. Juli 1934      | Cyrille Van Overbergh           | 1866–1959   |
| 3. September 1945  | Louis de Brouckère              | 1870–1951   |
| 3. September 1945  | Achille Delattre                | 1879–1964   |
| 3. September 1945  | Octave Dierckx                  | 1882–1955   |
| 3. September 1945  | Frans Fischer                   | 1875–1949   |
| 3. September 1945  | Robert Gillon                   | 1884–1972   |
| 3. September 1945  | Camille Gutt                    | 1884–1971   |
| 3. September 1945  | Henri Heyman                    | 1879–1958   |
| 3. September 1945  | Georges Hubin                   | 1863–1947   |
| 3. September 1945  | Camille Huysmans                | 1871–1968   |
| 3. September 1945  | Victor Maistriau                | 1870–1961   |
| 3. September 1945  | Joseph Merlot                   | 1886–1959   |
| 3. September 1945  | Hubert Pierlot                  | 1883–1963   |
| 3. September 1945  | Eugène Soudan                   | 1880–1960   |
| 3. September 1945  | Paul Tschoffen                  | 1878–1961   |
| 13. Februar 1946   | Romain Moyersoen                | 1870–1967   |
| 21. Juli 1948      | Henri Rolin                     | 1891–1973   |
| 21. Juli 1948      | Paul van Zeeland                | 1893–1973   |
| 21. Juli 1948      | August De Schryver              | 1898–1991   |
| 21. Juli 1948      | Max Buset                       | 1896–1959   |
| 24. Juni 1949      | Albert-Edouard Janssen          | 1883–1966   |
| 11. August 1949    | Paul-Henri Spaak                | 1899–1972   |
| 24. Dezember 1950  | Cassian Lohest                  | 1894–1951   |
| 23. Dezember 1958  | Théo Lefèvre                    | 1914–1973   |
| 23. Dezember 1958  | Roger Motz                      | 1904–1964   |
| 23. Dezember 1958  | Paul Struye                     | 1896–1974   |
| 23. Dezember 1958  | Achille Van Acker               | 1898–1975   |
| 5. April 1963      | Paul Kronacker                  | 1897–1994   |
| 5. April 1963      | Gaston Eyskens                  | 1905–1988   |
| 5. April 1963      | Léo Collard                     | 1902–1981   |
| 5. April 1963      | Charles du Bus de Warnaffe      | 1894–1965   |
| 5. April 1963      | Joseph Lemaire                  | 1882–1966   |
| 12. Juli 1966      | Joseph Pholien                  | 1884–1968   |
| 12. Juli 1966      | Jean Van Houtte                 | 1907–1991   |
| 12. Juli 1966      | René Lefebvre                   | 1893–1976   |
| 12. Juli 1966      | Antoon Spinoy                   | 1906–1967   |
| 12. Juli 1966      | Paul-Willem Segers              | 1900–1983   |
| 12. Juli 1966      | Piet Vermeylen                  | 1904–1991   |
| 12. Juli 1966      | Oscar Behogne                   | 1900–1970   |
| 12. Juli 1966      | Omer Vanaudenhove               | 1913–1994   |
| 12. Juli 1966      | Maurice Destenay                | 1900–1973   |
| 12. Juli 1966      | Émile Cornez                    | 1900–1967   |
| 15. Juli 1969      | Paul Vanden Boeynants           | 1919–2001   |
| 15. Juli 1969      | Albert Lilar                    | 1900–1976   |
| 15. Juli 1969      | Robert Houben                   | 1905–1992   |
| 15. Juli 1969      | Léon-Eli Troclet                | 1902–1980   |
| 15. Juli 1969      | Jos Van Eynde                   | 1907–1992   |
| 22. Februar 1971   | Edmond Leburton                 | 1915–1997   |
| 23. Februar 1972   | Jean Rey                        | 1902–1983   |
| 20. Februar 1973   | Pierre Harmel                   | 1911–2009   |
| 30. März 1973      | Louis Major                     | 1902–1985   |
| 30. März 1973      | Edmond Machtens                 | 1902–1978   |
| 30. März 1973      | Pierre Descamps                 | 1916–1992   |
| 30. März 1973      | August Cool                     | 1903–1983   |
| 18. Oktober 1974   | Marguerite De Riemaecker-Legot  | 1913–1977   |
| 18. Oktober 1974   | Marc-Antoine Pierson            | 1908–1988   |
| 18. Oktober 1974   | Frans Grootjans                 | 1922–1999   |
| 14. Februar 1977   | Raymond Scheyven                | 1911–1987   |
| 14. Februar 1977   | Raoul Vreven                    | 1900–1979   |
| 14. Februar 1977   | Alfons Vranckx                  | 1907–1979   |
| 14. Februar 1977   | Robert Henrion                  | 1915–1997   |
| 4. Oktober 1978    | Jos De Saeger                   | 1911–1998   |
| 2. Dezember 1983   | Ward Leemans                    | 1926–1998   |
| 2. Dezember 1983   | Jean Defraigne                  | 1929–2016   |
| 2. Dezember 1983   | André Cools                     | 1927–1991   |
| 2. Dezember 1983   | Herman Vanderpoorten            | 1922–1984   |
| 2. Dezember 1983   | Willy Claes                     | 1938–       |
| 2. Dezember 1983   | Guy Spitaels                    | 1931–2012   |
| 2. Dezember 1983   | Michel Toussaint                | 1922–2007   |
| 2. Dezember 1983   | Alfred Califice                 | 1916–1999   |
| 2. Dezember 1983   | Frans Van der Elst              | 1920–1997   |
| 2. Dezember 1983   | Antoinette Spaak                | 1928–2020   |
| 2. Dezember 1983   | August Vanistendael             | 1917–2003   |
| 6. Januar 1985     | Willy De Clercq                 | 1927–2011   |
| 6. Juni 1985       | Frank Van Acker                 | 1929–1992   |
| 7. März 1992       | Wilfried Martens                | 1936–2013   |
| 26. Mai 1992       | Leo Tindemans                   | 1922–2014   |
| 26. Mai 1992       | Renaat Van Elslande             | 1916–2000   |
| 26. Mai 1992       | Jean Gol                        | 1942–1995   |
| 26. Mai 1992       | Arthur Gilson                   | 1915–2004   |
| 26. Mai 1992       | Philippe Busquin                | 1941–       |
| 26. Mai 1992       | Paula D’Hondt                   | 1926–2022   |
| 26. Mai 1992       | Irène Pétry                     | 1922–2007   |
| 26. Mai 1992       | Gilbert Temmerman               | 1928–2012   |
| 26. Mai 1992       | Karel Van Miert                 | 1942–2009   |
| 10. September 1993 | Andries Kinsbergen              | 1926–2016   |
| 30. Januar 1995    | Frank Swaelen                   | 1930–2007   |
| 30. Januar 1995    | Charles-Ferdinand Nothomb       | 1936–2023   |
| 30. Januar 1995    | Guy Verhofstadt                 | 1953–       |
| 30. Januar 1995    | Philippe Moureaux               | 1939–2018   |
| 30. Januar 1995    | Hugo Schiltz                    | 1927–2006   |
| 30. Januar 1995    | Louis Tobback                   | 1938–       |
| 30. Januar 1995    | Annemie Neyts-Uyttebroeck       | 1944–       |
| 30. Januar 1995    | Magda Aelvoet                   | 1944–       |
| 30. Januar 1995    | Louis Michel                    | 1947–       |
| 30. Januar 1995    | José Daras                      | 1948–       |
| 30. Januar 1995    | Gérard Deprez                   | 1943–       |
| 3. Juni 1998       | Herman De Croo                  | 1937–       |
| 17. Juli 1998      | Philippe Maystadt               | 1948–2017   |
| 17. Juli 1998      | Gaston Geens                    | 1931–2002   |
| 17. Juli 1998      | Robert Urbain                   | 1930–2018   |
| 17. Juli 1998      | François-Xavier de Donnea       | 1941–       |
| 17. Juli 1998      | Antoine Duquesne                | 1941–2010   |
| 18. November 1998  | Mark Eyskens                    | 1933–       |
| 12. Juli 1999      | Jean-Luc Dehaene                | 1940–2014   |
| 28. Januar 2002    | Elio Di Rupo                    | 1951–       |
| 28. Januar 2002    | Freddy Willockx                 | 1947–2024   |
| 28. Januar 2002    | Raymond Langendries             | 1943–       |
| 28. Januar 2002    | Miet Smet                       | 1943–2024   |
| 28. Januar 2002    | Patrick Dewael                  | 1955–       |
| 28. Januar 2002    | Roger Lallemand                 | 1932–2016   |
| 28. Januar 2002    | Jos Geysels                     | 1952–       |
| 28. Januar 2002    | Karel De Gucht                  | 1954–       |
| 28. Januar 2002    | Daniel Ducarme                  | 1954–2010   |
| 28. Januar 2002    | Jacky Morael                    | 1959–2016   |
| 1. August 2003     | Luc Coene                       | 1947–2017   |
| 26. Januar 2004    | Herman Van Rompuy               | 1947–       |
| 26. Januar 2004    | Jaak Gabriëls                   | 1943–2024   |
| 26. Januar 2004    | Charles Picqué                  | 1948–       |
| 26. Januar 2004    | Philippe Monfils                | 1939–       |
| 26. Januar 2004    | Étienne Davignon                | 1932–       |
| 26. Januar 2004    | Steve Stevaert                  | 1954–2015   |
| 30. Januar 2006    | Johan Vande Lanotte             | 1955–       |
| 24. November 2009  | Frank Vandenbroucke             | 1955–       |
| 24. November 2009  | Jos Chabert                     | 1933–2014   |
| 24. November 2009  | Armand De Decker                | 1948–2019   |
| 7. Dezember 2009   | Melchior Wathelet               | 1949–       |
| 7. Dezember 2009   | André Flahaut                   | 1955–       |
| 7. Dezember 2009   | Karel Poma                      | 1920–2014   |
| 7. Dezember 2011   | Yves Leterme                    | 1960–       |
| 20. Juli 2013      | Jacques van Ypersele de Strihou | 1936–       |
| 2. November 2017   | Franciskus Van Daele            | 1947–       |
| 31. Oktober 2019   | Charles Michel                  | 1975–       |